# ديني هاملين
ديني هاملين (بالإنجليزية: Denny Hamlin)‏ هو سائق سيارة سباق أمريكي، ولد في 18 نوفمبر 1980 في تامبا في الولايات المتحدة.

## وصلات خارجية
- الموقع الرسمي
- ديني هاملين على موقع Racing-Reference.info (الإنجليزية)
- ديني هاملين على موقع DriverDB.com (الإنجليزية)